# Merișor (okręg Hunedoara)
Merișor – wieś w Rumunii, w okręgu Hunedoara, w gminie Bănița. W 2023 roku liczyła 235 mieszkańców.